# Свіфт аргентинський
Свіфт аргентинський (Cypseloides rothschildi) — вид невеликих птахів родини серпокрильцевих (Apodidae). Поширений у Болівії та Аргентині.

## Поширення
Свіфт аргентинський трапляється в північно-західній Аргентині (провінції Жужуй, Сальта, Тукуман, Катамарка, Сантьяго-дель-Естеро, Формоза, Ла-Ріоха і Кордова) та південно-східній Болівії (департаменти Санта-Крус, Чукісака і Таріха). У 1995 році єдиний раз спостерігався у Куско на півдні Перу. Мешкає у лісі та на відкритій місцевості на висоті 800—2000 м.

## Опис
Довжина птаха становить близько 15 см. Він має довгі широкі крила і короткий квадратний хвіст. Його оперення однорідне коричневе.